# Route nationale 363
Pour les articles homonymes, voir Route 363.
La route nationale 363 ou RN 363 était une route nationale française reliant Vervins à Jeumont. À la suite de la réforme de 1972, elle a été déclassée en RD 963. Le tronçon entre Vervins et Hirson correspond à la route Charlemagne.
En 2021, dans la collectivité d'Alsace, un reliquat de route nationale 363 devient route départementale 1363.
Voir le tracé de la RN 363 sur Google Maps

## Ancien tracé de Vervins à Jeumont (D 963)

### Aisne
- Vervins (km 0)
- La Bouteille (km 5)
- Origny-en-Thiérache (km 11)
- Buire (km 14)
- Hirson (km 17)

### Nord
- Anor (km 26)
- Ohain (km 32)
- Trélon (km 35)
- Willies (km 44)
- Solre-le-Château (km 50)
- Eccles (km 54)
- Bérelles (km 55)
- Aibes (km 57)
- Jeumont (km 64)